# Ovella eivissenca

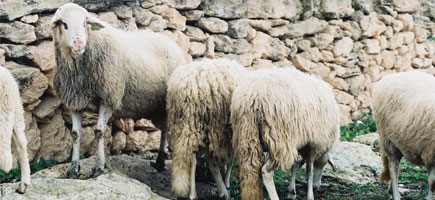
Ovella eivissenca

La ovella eivissenca és un animal de grandària corporal mitjana, de tipus eumètric i perfil convex, de llana de color blanc, que es mostra en forma de blens piramidals. Presenta en un alt percentatge pigues o clapes petites de color negre i rogenc, a les zones distals del cos. El pes viu oscil·la de 40 a 50 kg en les femelles.

## Orígens
Com la resta de races ovines de les Illes, està entroncada amb el bestiar oví de la Mediterrània occidental, amb unes característiques molt definides que permeten diferenciar-la amb facilitat de les ovelles de raça mallorquina i menorquina.
Durant el segle xx, la raça eivissenca va estar sotmesa a encreuaments continuats amb diferents races d'origen peninsular i, més modernament, amb races d'origen estranger, dirigides fonamentalment a la producció càrnia, però la reacció dels criadors ha conduït a un desig de recuperar aquesta raça, de la que ja s'ha fixat el prototipus morfològic.
Actualment disposa de Llibre genealògic, publicat en el Butlletí Oficial de les Illes Balears de 7 de març de 2002.

## Característiques morfològiques
El cap és gros, amb la línia frontonasal de perfil convex. Tant els mascles com les femelles són sulls, i les orelles són relativament grosses, caigudes però sense tocar la cara. El coll és llarg, i el cos és de proporcions allargades, amb la línia dorsolumbar que davalla lleugerament cap a la gropa, que és curta i una mica elevada. La coa és llarga i, normalment, no s'escurça ni es despunta. Les extremitats són altes, robustes, nues i ben aplomades.
La pell és gruixada, forta i pot presentar tres coloracions: blanca, negra i clapada de negre o marró a les zones distals. Hi ha un predomini de les pigmentacions de color rogenc sobre les negres, i una majoria total d'animals amb pigmentacions sobre la capa totalment blanca. El pèl que la cobreix és bast i sense llustre.
El velló s'estén per tot el cos, fins al cap i la part alta de les extremitats, i deixa la part baixa i el ventre desproveïts. La llana és de fibra gruixada i llarga, agrupada en flocs punxeguts, de superfície flexuosa i irregular. Per davall d'aquesta llana gruixada hi ha un estrat de llana més fina i curta.

## Usos i aprofitament
És un animal de tipus equilibrat, molt rústic i tranquil, la qual cosa fa que sigui apreciat en el món rural. La seva aptitud és lletera, i els formatges derivats d'aquesta llet han estat sempre molt apreciats, malgrat que, en l'actualitat, les ovelles es conserven principalment per a la producció d'anyells, per a mantenir netes d'herba les terres i per a l'aprofitament dels rostolls.
Actualment, l'ovella de raça eivissenca és un animal testimonial, atès l'escàs nombre d'exemplars en puresa, ja que d'acord amb l'Associació de Productors d'Oví Eivissenc, el cens de reproductors que reuneixen el morfotipus desitjat és molt baix, la qual cosa motiva la presa de mesures urgents per a conservar-la, ja que està en perill molt greu d'extinció.